# Hrast pri Vinici
Hrast pri Vinici je naselje u slovenskoj Općini Črnomelju. Hrast pri Vinici se nalazi u pokrajini Dolenjskoj i statističkoj regiji Jugoistočnoj Sloveniji. 

## Stanovništvo
Prema popisu stanovništva iz 2002. godine naselje je imalo 148 stanovnika.